# Лава Хот Спрингс (Ајдахо)
Лава Хот Спрингс (енгл. Lava Hot Springs) град је у америчкој савезној држави Ајдахо.

## Демографија
По попису из 2010. године број становника је 407, што је 114 (-21,9%) становника мање него 2000. године.
| Група             | 2000.       | 2010.       |
| Белци             | 502 (96,4%) | 386 (94,8%) |
| Афроамериканци    | 0 (0,0%)    | 1 (0,2%)    |
| Азијати           | 1 (0,2%)    | 0 (0,0%)    |
| Хиспаноамериканци | 12 (2,3%)   | 17 (4,2%)   |
| Укупно            | 521         | 407         |